# La Haye (Senna Marittima)
La Haye è un comune francese di 295 abitanti situato nel dipartimento della Senna Marittima nella regione della Normandia.

## Società

### Evoluzione demografica
Abitanti censiti